# Funchal
Funchal a Portugáliához tartozó Madeira szigetén található város, a Madeirai Autonóm Régió fővárosa. Népessége 111 892 fő volt 2011-ben.

## Fekvése
A sziget déli partjának keleti harmadánál, az Édeskömény-öböl partján és a fölötte emelkedő, meredek domboldalakon épült. Azért vette át a fő szerepet a régi fővárostól Machicótól, mert az öbölbe három patak:
- Ribeira da Santa Luzia,
- Ribeira de São João
- Ribeira de João Gomez

torkollik, ezért több (volt) a viszonylag könnyen beépíthető telek, mint a sziget bármely más öblében.
Az amfiteátrumszerű öbölben a házak már 1200 m-ig kapaszkodtak fel: Funchal fölfelé gyakorlatilag összenőtt Montéval, kelet felé pedig a szomszédos Caniçóval.

## Címere

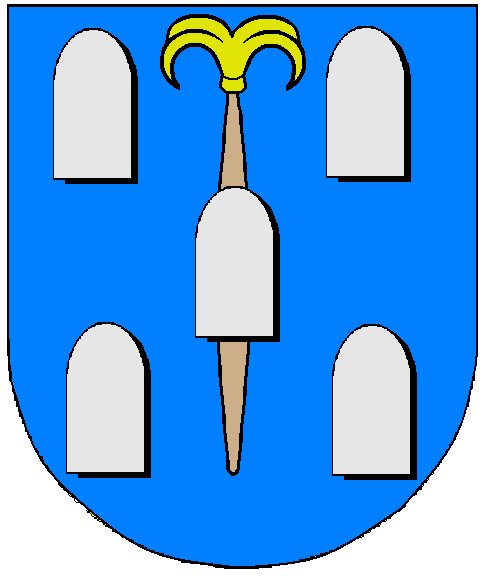
Funchal régi címere

Funchal eredeti címerét 1508-ban adományozta a városnak I. Mánuel király. Az öt, kereszt alakban elrendezett cukorsüveg arra utal, hogy Funchalt a cukortermelés tette gazdaggá.

## Éghajlata

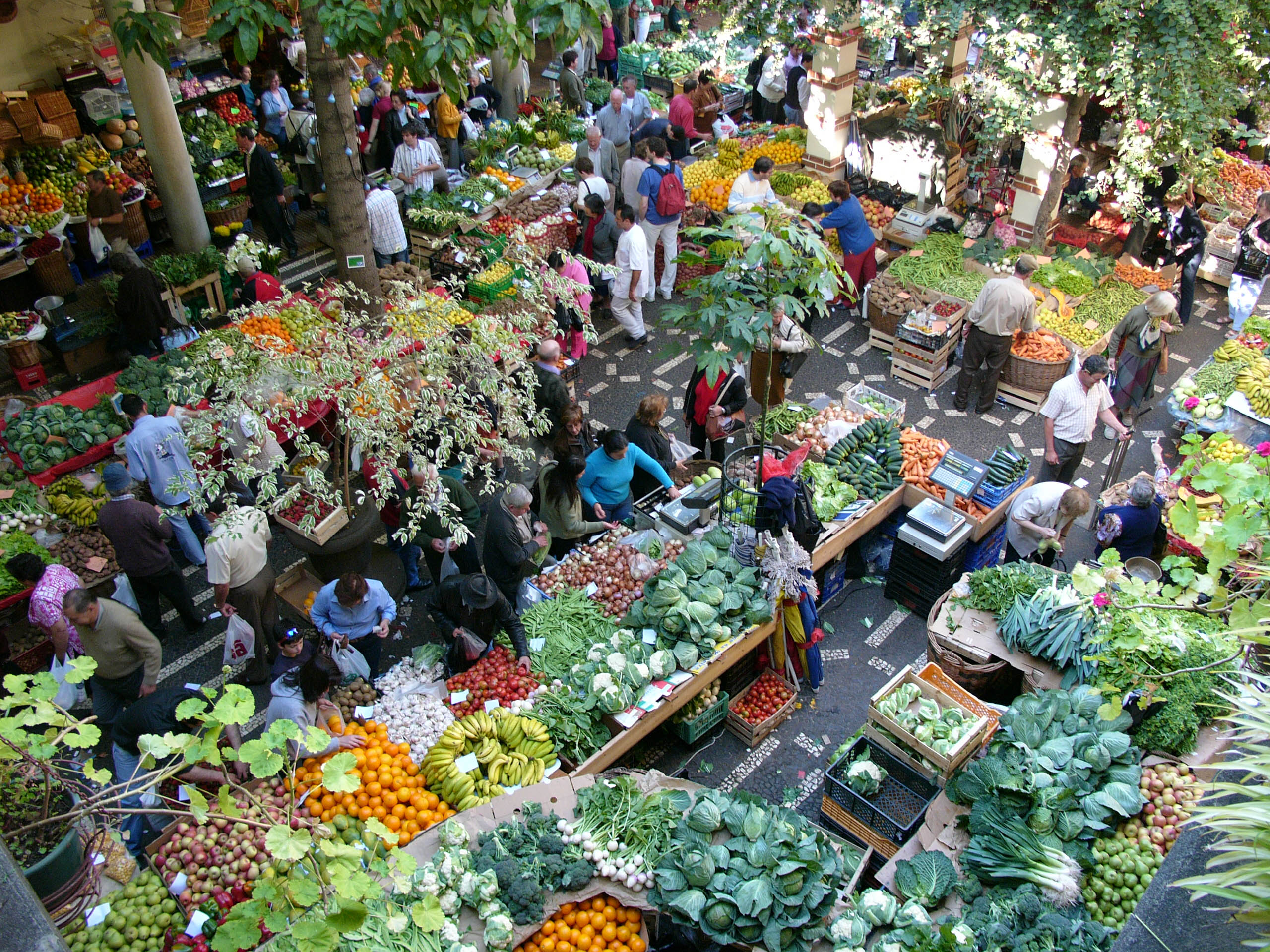
A város egyik piaca

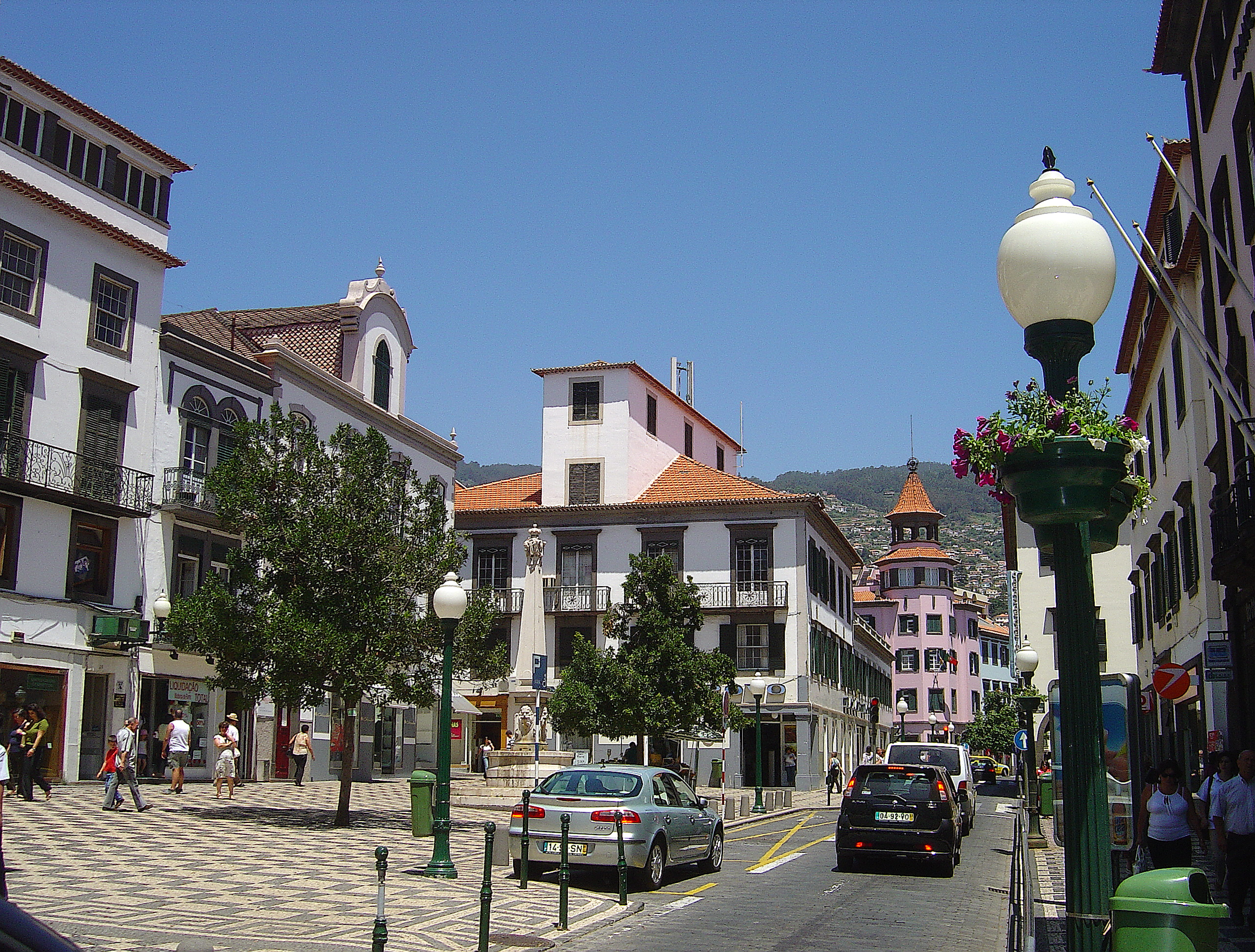
Mediterrán hangulatú utcakép

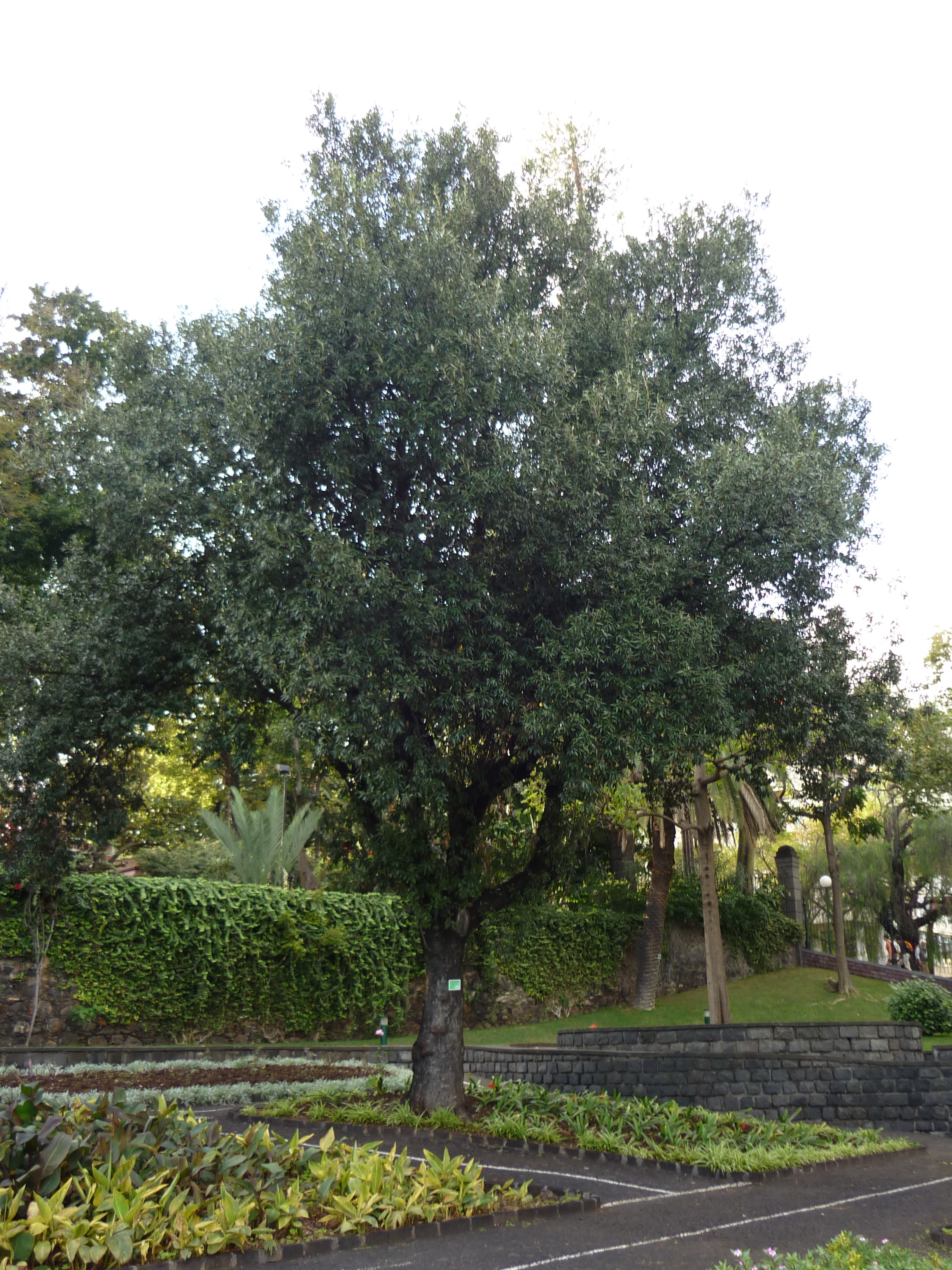
Magyaltölgy (Quercus ilex) a Szent Katalin parkban

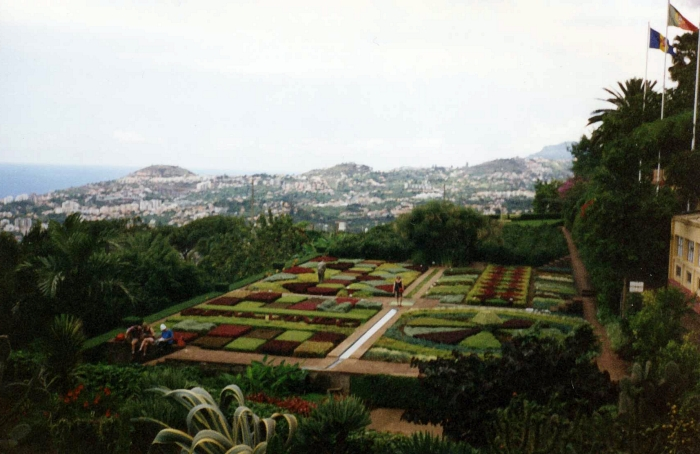
A Jardim Botanico botanikus kert

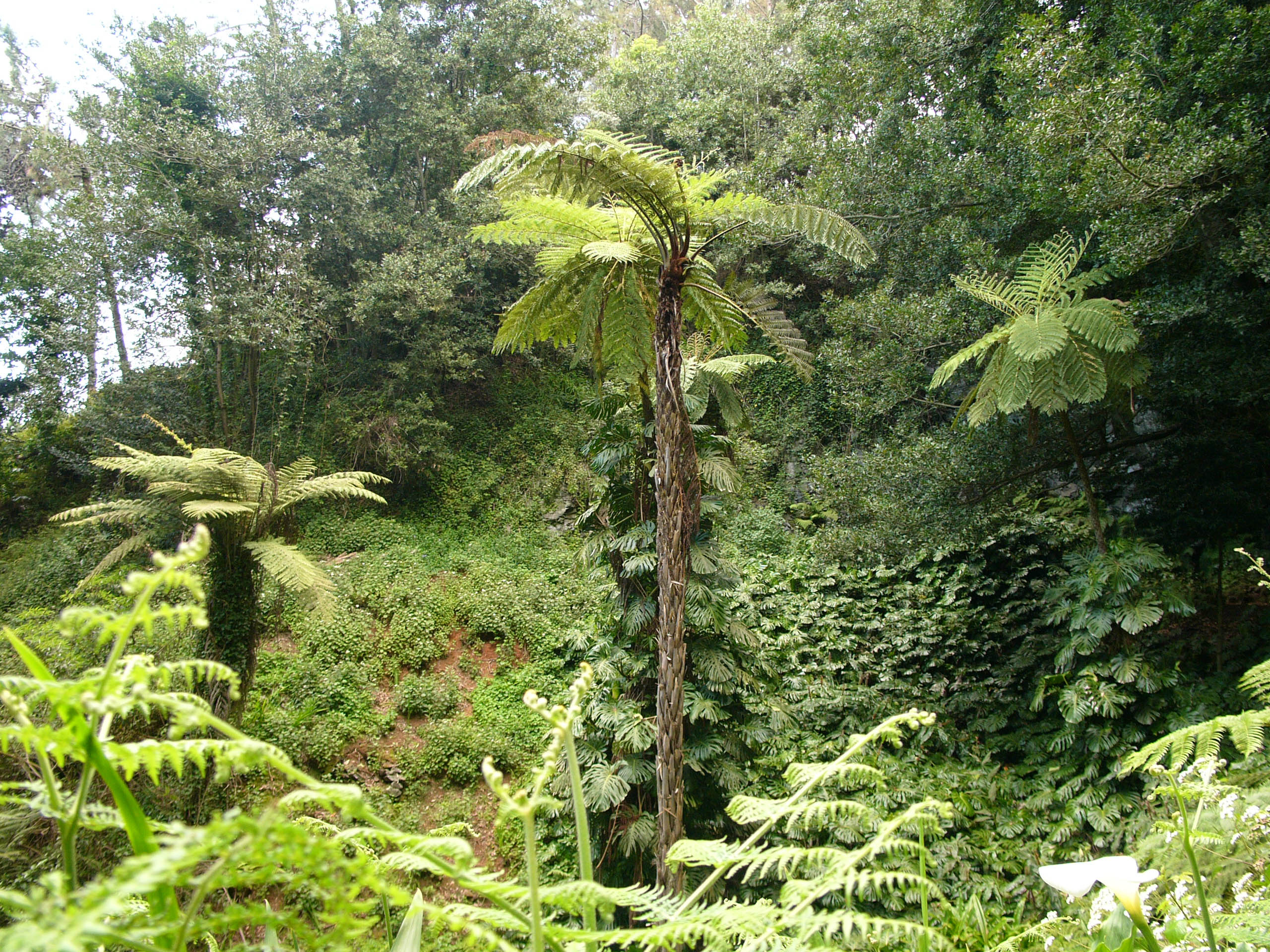
Inferno a Blendy's Garden botanikus kertben

A város klímája mediterrán. Az Atlanti-óceán kiegyenlítő hatásának köszönhetően a napi és az éves hőingadozás is rendkívül csekély: emiatt nevezik Madeirát „az örök tavasz szigetének”. A napi hőingadozás az év minden szakában 5 °C körüli. A leghidegebb hónap a január (a napi középhőmérséklet mintegy 16 °C), a legmelegebb augusztus/szeptember fordulója (a napi középhőmérséklet mintegy 21 °C). Rövid időszakokra ennél körülbelül 5 °C-kal melegebb időt hoz az Afrika felől fúvó forró, délkeleti szél, a leste.
Az esős napok száma 55 körüli, az éves csapadékmennyiség átlag 641 mm – ennek zöme a téli hónapokban hullik le; júniustól szeptemberig szinte egyáltalán nem esik.
| Hónap                                                                                | Jan. | Feb. | Már. | Ápr. | Máj. | Jún. | Júl. | Aug. | Szep. | Okt. | Nov. | Dec. | Év   |
| ------------------------------------------------------------------------------------ | ---- | ---- | ---- | ---- | ---- | ---- | ---- | ---- | ----- | ---- | ---- | ---- | ---- |
| Átlagos max. hőmérséklet (°C)                                                        | 19,1 | 19,1 | 19,5 | 19,6 | 20,9 | 22,3 | 24,3 | 25,6 | 25,7  | 24,2 | 22,0 | 20,0 | 21,9 |
| Átlaghőmérséklet (°C)                                                                | 16,1 | 16,0 | 16,3 | 16,5 | 17,8 | 19,4 | 21,2 | 22,3 | 22,3  | 21,0 | 18,8 | 17,0 | 18,7 |
| Átlagos min. hőmérséklet (°C)                                                        | 13,1 | 12,8 | 13,0 | 13,4 | 14,6 | 16,5 | 18,0 | 18,9 | 18,9  | 17,6 | 15,6 | 13,9 | 15,5 |
| Átl. csapadékmennyiség (mm)                                                          | 103  | 87   | 64   | 39   | 19   | 12   | 3    | 3    | 37    | 75   | 101  | 100  | 641  |
| Havi napsütéses órák száma                                                           | 161  | 167  | 198  | 195  | 209  | 194  | 233  | 237  | 211   | 194  | 166  | 151  | 2316 |
| Forrás: Funchal worldweather.org, German Meteorological Service (sunshine 1991-2020) |      |      |      |      |      |      |      |      |       |      |      |      |      |

## Történelme
Az öblöt 1420-ban érte el João Gonçalves Zarco, és a partvidéken tenyésző édesköményről (Foeniculum vulgare, portugálul funcho) nevezte el. Zarco elvileg 1421-ben alapította meg a várost, de a sziget betelepítését a gyakorlatban csak 1425-ben kezdték el. Zarco fölöttébb kedvelte ezt a helyet, mert az édeskömény főzetével kúrálta beteg szemét. Itt is halt meg, valószínűleg 1467-ben.
1497-ben Machico helyett Funchal lett a sziget fővárosa, és ez azóta is így maradt.
A gyorsan fejlődő települést I. Mánuel portugál király 1521. augusztus 21-én kelt rendeletében nyilvánította várossá.
A 16. században Funchal a portugálok fontos kikötője volt. Erre szállították Amerikába a rabszolgákat, a cukrot és sok egyebet.
1803-ban 600 fő volt a város lakossága. A napóleoni háborúk után itt telepedett le a megszálló angol csapatok több katonája, majd a század első felében további angolok érkeztek – főleg nyugdíjba vonult gyarmati tisztviselők.
Az első világháború kevéssé érintette a szigeteket; mindössze német tengeralattjárók két támadását jegyezték fel:
- 1916. december 3-án egy 38 osztályú német tengeralattjáró rajtaütött a szövetségesek egy kisebb, a város kikötőjében álló hajóraján: a Dacia (1856 tonnás) kábelfektető hajón és kísérőhajóin, a Surprise 680 tonnás francia ágyúnaszádon és a Kanguroo 2403 tonnás francia ellátó hajón. A meglepetésszerűen támadó tengeralattjáró mindhárom hadihajót megtorpedózta és elsüllyesztette. Ezután két órán át lőtte a várost (a partvédő ütegek hatástalanul viszonozták a tüzet), majd elhajózott.

Egy évvel a támadás után a Sé székesegyházban ünnepi misén emlékeztek meg a rajtaütés 35 francia és 7 portugál áldozatáról. Erre az alkalomra készítette el Francisco Franco szobrászművész azt a domborművet, amit a Cemitério das Angústias temető bejáratánál állítottak fel (az egykori temető jelenleg a Szent Katalin Park része, a domborművet pedig a Terreiro da Lutában álló emlékműbe építették be).
- 1917. december 12-én két német U-hajó úszott be Funchal kikötőjébe, és 4,7, illetve 5,9 hüvelykes ágyúikkal mintegy 20–30 percig lőtték a várost, eltalálva a Szent Katalin kápolnát és több lakóházat. A támadásnak 3 halottja és 17 sebesültje volt.

## Közlekedés
Az erősen tagolt terepen épült város szűk, gyakran egyirányú utcáit a legcélszerűbb gyalog vagy a nagyon jól kiépített helyi tömegközlekedéssel bejárni. Nagyon sokáig a fatalpú ökrösszán volt a városi közlekedés szinte kizárólagos eszköze – az utolsók az 1970-es évekig jártak.
A vidéki buszok a szűken vett belvárostól kissé keletre, közvetlenül a Montéra közlekedő kabinos felvonó végállomása melletti térre érkeznek. Észak felé a buszpályaudvarhoz közel áll a piac. A piaccsarnok másik sarkánál kissé lejjebb, egy széles, négysávos út kereszteződésében van a többek között Montéra közlekedő helyi járatú buszok végállomása.
Repülőtér tőle 14 km-re északkeletre van, ez a Cristiano Ronaldo nemzetközi repülőtér (nem hivatalos neve: Funchal repülőtér).

## Városrészek

### Felsőváros
A felsővárosban az egykori gyarmati építészet ritkaságszámba menő emlékei közül a legnevezetesebb a João Zarco egykori rezidenciájának helyén álló Quinta das Cruzes. A múzeumok közül itt van a Federico de Freitas-gyűjtemény (Casa Museu Federico de Freitas).
A régi vár (Fortaleza) egy dombtetőn áll.

### Szent Katalin park
A felsőváros felől lépcsőzetesen ereszkedik a belváros felé; egyik hosszú oldala a kikötővel határos; a másikon az Avenida do Infante sugárút fut. A parkban áll a Szent Katalin-kápolna, a Quinta Vigia és a kaszinó.

### Belváros
A belváros nagyjából a Szent Katalin park és a João Boieiro patak (Ribera do João Boieiro), illetve a tenger és a Carreira utca közötti terület.

### Óváros
Az óváros (Zona Velha) a buszpályaudvar és a Fortaleza de São Tiago erőd közötti partszakasz fölötti rész – zegzugos, szűk kis utcákkal.

## Látnivalók
Funchalban (és általában Madeirán) kevés a megtekintésre érdemes műemlék, illetve múzeum: a fő látnivaló a sziget elképesztően dús növényvilága, amivel két botanikus kertben és több parkban is ismerkedhetünk. Több épületen a sajátos, portugál gótika, az ún. Mánuel stílus jellegzetességeit figyelhetjük meg.
A város központja a Funchali székesegyház.

## Ünnepek és rendezvények
- Az év elején (januárban vagy februárban), egy héttel a santanai karnevál előtt Komaünnap (Festa dos Compadres) – bábjátékok ironikus célzásokkal a helyi politikára, majd karnevál – szamba tánccsoportok és különböző jelképekkel díszített kocsik felvonulása az Avenida do Infantétól a város központjáig.
- Áprilisban: virágünnep kikeletkor (Festá da Flor) – virágvásár és virággal díszített kocsik felvonulása.
- Július–augusztusban: klasszikus zenei hétvégék (Fins de Semana Musicais): Funchal kertjeiben és termeiben:
  - június – Bach-fesztivál a színházban és a templomokban.
- Augusztusban: Mária mennybemenetele – valójában nem Funchalban, hanem a várossal egybeépült Montéban.

1803-ban egy órákon át tartó, heves zivatar eredményeként Funchal patakjai kiléptek medrükből. Az utcákon végigrohanó víz több embert magával ragadott; néhányan bele is fulladtak, mígnem a lakosság a Montei Szűzhöz nem kezdett fohászkodni. Ekkor az eső egy csapásra elállt, a város nagy része megmenekült. Szűz Mária azóta Madeira védőszentje; a sziget legnagyobb egyházi ünnepe a montei búcsú.
- Szeptemberben: Madeirai borfesztivál – borkóstoló és kiállítás az Avenida Arriagán.
- December/január: szilveszteri tűzijáték a kivilágított Édeskömény-öbölben – az öblöt december 8-ától január 6-ig világítják ki. A Guinness Rekordok Könyve szerint a világ leghosszabb (rendszeresen megrendezett) tűzijátéka. Az öbölben összegyűlt hajók tülkölve üdvözlik az új évet.

## Híres emberek
- Itt hunyt el 1467-ben João Gonçalves Zarco (*1390), a szigetet újrafelfedező expedíció vezetője és a sziget keleti felének első kormányzója. Szobra (Francisco Franco munkája) az Avenida Arriagán, Funchal főutcáján áll.
- Itt született 1613-ban João Fernandes Vieira (Funchal, 1613 – Olinda, 1681) portugál szabadsághős, a pernambucói felkelés vezetője, Pernambuco felszabadítója. Szobra a Városi kertben áll.
- Itt született 1869. január 5-én João dos Reis Gomes (1869–1950) színházi esztéta. Szobra a Városi kertben áll.
- Itt születettek a Franco testvérek:
  - Henrique Franco (1883–1961) festőművész,
  - Francisco Franco (1885–1955) az egyik legnagyobb portugál szobrász.

Kettejük munkásságának a Museu Henrique e Francisco Franco múzeum állít emléket.
- Itt hunyt el 1922. április 1-jén a Habsburg–Lotaringiai-házból való I. Károly osztrák császár, IV. Károly néven magyar, III. Károly néven cseh király. Szobra Montéban, a Miasszonyunk temploma előtt áll.
- Itt született 1985. február 5-én Cristiano Ronaldo dos Santos Aveiro labdarúgó, akiről el van elnevezve egy reptér is a szigeten és egy szobrot is állítottak tiszteletére.
- Gyakran, szívesen tartózkodott itt Erzsébet királyné (1854-1898), a magyarok Sissije, I. Ferenc József császár felesége. Kíséretében mindig volt magyar, nyelv-gyakorlását elősegítendő. Legtöbbször társalkodó- és felolvasó- barátnője Ferenczy Ida, vagy Festetics Mária, Sztáray Irma grófnők.

## Testvértelepülések
- São Paulo (Brazília)
- Honolulu (Amerikai Egyesült Államok)